# گئورگ مارزپتونی
گئورگ مارزپتونی (ارمنی: Գևորգ Մարզպետունի) رمان تاریخی است که توسط موراتسان، نویسنده ارمنی نگاشته شده‌است. این رمان نخستین بار در سال ۱۸۹۶ میلادی در تفلیس در مجله آردزاکانک به چاپ رسیده‌است و در سال ۱۹۱۲ به صورت کتاب منتشر گشت. به عنوان یکی از برجسته‌ترین آثار ادبیات ارمنی برشمرده می‌شود. این رمان تاریخ ارمنستان در سده ۱۰ میلادی را نمایش می‌دهد. این اثر به مانند سایر آثار موراتسان در سبک رمانتیسم می‌باشد.